# Amaeana antipoda
Amaeana antipoda är en ringmaskart som först beskrevs av Augener 1926.  Amaeana antipoda ingår i släktet Amaeana och familjen Terebellidae.
Artens utbredningsområde är havet kring Nya Zeeland. Inga underarter finns listade i Catalogue of Life.